# 江滨街道 (牡丹江市)
江滨街道，是中华人民共和国黑龙江省牡丹江市西安区下辖的一个乡镇级行政单位。

## 行政区划
江滨街道下辖以下地区：
通江社区和江桥社区。